# Psammocora verrilli
Psammocora verrilli là một loài san hô trong họ Siderastreidae. Loài này được Vaughan mô tả khoa học năm 1907.